# Jianshan (sockenhuvudort i Kina, Hubei Sheng, lat 29,70, long 109,00)
Jianshan (kinesiska: 尖山, 尖山乡) är en sockenhuvudort i Kina. Den ligger i provinsen Hubei, i den centrala delen av landet, omkring 520 kilometer väster om provinshuvudstaden Wuhan. Antalet invånare är 29 042. Befolkningen består av 14 359 kvinnor och 14 683 män. Barn under 15 år utgör 21,0 %, vuxna 15-64 år 67 %, och äldre över 65 år 11,0 %.
Runt Jianshan är det ganska tätbefolkat, med 149 invånare per kvadratkilometer. Närmaste större samhälle är Gaoleshan, 14,3 km öster om Jianshan. I omgivningarna runt Jianshan växer i huvudsak blandskog.
Genomsnittlig årsnederbörd är 1 647 millimeter. Den regnigaste månaden är september, med i genomsnitt 269 mm nederbörd, och den torraste är december, med 17 mm nederbörd.